# ウリナリ7
ウリナリ7とはテレビ番組「ウッチャンナンチャンのウリナリ!!」で2001年に放送されたコーナーである。チームで毎週様々なスポーツなどの対決をしていく。

## メンバー
各メンバーの長所・短所はメンバー内の対策会議で出された物。
- 南原清隆

ウリナリ7のリーダーとしてリーダシップを発揮しメンバーをまとめるが、プレッシャーに弱いという裏面も。
- 内村光良

運動神経は抜群であり、剣道では小学生時代の経験を活かし大将になった一方で、天然。
- 勝俣州和

常に全力投球の熱血派だが、それ故に力の加減ができない。また、体が固いため動きにキレにがないという弱点も。
- 堀部圭亮

常に冷静沈着ではあるが、自身の毒舌がチームワークを乱してしまう事も。
- ウド鈴木

1対1の勝負では思い切りがよく普段以上の力を発揮できるが、チームプレーでの優柔不断な面が災いし決断力が無いという一面もある。
- 天野ひろゆき

頭の回転は速く参謀としてのポジションが多いが、逆に慎重すぎたりプレッシャーに弱いという弱点にもなっている。
- 濱口優

思い切りが良く単純作業には強いが、考えることが苦手ため百人一首対決ではわずか8枚しか担当しなかった。
- 有野晋哉

真面目で練習熱心ではあるものの、頑固な一面もあり、所々で個人プレーに走る悪癖もある。

## 概要
- ウリナリの「21世紀ビッグ・プロジェクト」という肩書を引っ提げて開始した。
- 毎回8人のうち、1人のみ補欠となって、残りの7人であらゆるジャンルの日本一と対決し、勝って日本一を目指すという企画。しかし思うような成果が得られず、背水の陣として「次の対決（剣道リベンジ・ビーチバレー）で1勝もできなければウリナリ7は解散、『ウリナリ解散総選挙』を行う」と宣言。そして2001年3月23日放送で他チームに敗れた場合解散すると公約。結果、剣道・ビーチバレーともに敗北。だが、「本当のラストチャンス」として番組が用意した「スポーツ7」と三本勝負（フリスビー・ボウリング・早食い対決）で全勝しなければ本当に解散となる勝負を行うも、早食い対決で敗れたため解散、「ウリナリ解散総選挙」が行われた。
- 男性陣のみのコーナーは新レギュラーに変わった後も「ウリナリ男子シンクロ部」として行われた。

流れ
- まず対戦相手となる日本一の技を見た上で両者の合議によるルールのすり合わせを行う。その後、「調印式」として両者（ウリナリ7側は代表者）が調印する。なお、調印書には「勝者が『日本一』を名乗ることができる（ウリナリ7が勝てばウリナリ7が『日本一』を名乗り、王者側は『日本で2番目』ということになってしまう）。」という項目が書かれている。
- 続いて補欠決めとして素質を図る競技を行い、最下位が補欠となる。正式メンバーは通常時はウエスタンガンマン風衣装、競技時は種目に合わせた衣装だが、補欠は野球部風ユニフォームしか与えられない。
- その後、プロの指導の下練習を行い、『日本一』をかけて競技を行う。

## 挑戦ゲーム
ボウリング
当時の賞金女王である時本美津子プロと対決。コーチには1999年全日本選手権優勝の大山由里香プロを迎えた。
ルールは時本プロは通常通り1球1投、ウリナリ7は7球で1投となる。ただし、先頭のボールがピンに当たる前に7人全員が投げ切っていなければならない（出来なかった場合はガター扱い）。1ゲームマッチ。試合は翌日に実施。
補欠決めは1投勝負で行い、2連続ガターを出した勝俣が補欠に。
試合は両者譲らなかったものの、最後は時本プロが6連続ストライクを出し248対205で時本プロの勝利となった。
百人一首
百人一首史上最年少名人の西郷直樹氏と対決。コーチには小倉百人一首九段で西郷氏の師匠でもある田口忠夫氏を迎えた。
ルールは通常の50枚ではなく100枚全てを使い、1対7で対決する。また、ウリナリ7側はカンニングペーパーの使用もOK。
補欠決めは「反射神経と記憶力」を試すテストを実施。上の句の代わりに記号、下の句の代わりに色の関係を5秒で覚えた上で、出された記号に対応した色の皿に置かれたシュークリームを食べる。正解なら普通のシュークリーム、不正解の場合は激辛からしシュークリームとなっている。コンビ同士によるジャンケンで4人ずつ2組の予選を実施。敗者2人ずつが補欠決定戦に回り、補欠を決める。結果、天野が補欠に。
試合は終始西郷がリードし、結果75枚の時点で51-25と過半数を取った西郷の勝利となった。
ビリヤード
ジャパンオープンなどの優勝経験を持つ梶谷景美プロと対決。コーチには梶谷プロ最大のライバルである三浦陽子プロを迎えた。
ルールは15個の的球を順に落とす「ローテーションゲーム」1セット勝負。梶谷プロは自分用の金の手球、ウリナリ7は白の7個の手球で行う。ウリナリ7側は誤差1秒以内で全員が一斉にショットを打つ。また、梶谷プロは番号順に落とさなければならないが、ウリナリ7は好きな的球から落としてよい。最後に残った的球を落とした方の勝利。ウリナリ7側は必ず最初に的球に当てるかバンクにクッションさせなければならない。また、両者とも相手の手球に当ててはならない。
補欠決めはバンキング勝負で行ったが、強すぎたため2回クッションし奥に行ってしまった南原が補欠に。
試合は7人同時ショットの難しさにウリナリ7が苦戦するが、同様にプロもその難しさに苦戦。一進一退の攻防の末、最後は梶谷プロがカーブショットで決め勝利した（落とした的球はウリナリ7が8個、梶谷プロが7個）。
剣道
対戦相手は、実業団剣道大会で優勝経験のある綜合警備保障の剣道部主将・大津慎一郎。彼の師匠であった塘地健治・ま代夫妻、さらに剣道三段（当時）の腕前を持つタレントの渡辺正行までがコーチに加わるという総力戦となった。装置の横から飛んでくるボールを竹刀で最後まで撃ち落とせなかった有野が補欠に。
ウリナリ7側が一手打たれるたびに独自の演出があった。
フリスビー
相手はボーダー・コリー犬のカイザー・ソゼと、そのコーチ・三本欽麗。コーチにはカイザー・三本ペアのライバル、ラブラドール・レトリバー犬の「3」とそのコーチの田尻吾郎を迎えた。空から降ってくるあんパンパラシュートを最後まで口でキャッチできなかった内村が補欠に。
投げ手決めは最も遠くまでフリスビーを投げた堀部に決定。残りの6人と補欠は犬の着ぐるみを着ての受け手となった。
ビーチバレー
シドニーオリンピックの日本代表だった高橋有紀子・佐伯美香ペアと対決。コーチはタレントの川合俊一。
補欠決めはマシンが飛ばしたボールを前方左右どちらかの的めがけてアタックで倒すが、最後まで的を倒せなかった天野が補欠に。

## VSスポーツ7
- ウリナリ7の存続を賭けた最後の大一番として、スポーツ界の勇者・KONISHIKI、ギャオス内藤、森末慎二、薬師寺保栄、陣内貴美子、谷川真理、益子直美、大林素子との7VS7による団体戦が行われた。三本勝負で全勝できなかった場合、解散総選挙が行われる。

フリスビードッグ対決
無記名投票で有野が補欠に。投げ手とコーチは前回と同じ布陣である。
ウリナリ式ボウリング対決
こちらもコーチは前回と同じ大山プロが担当。無記名投票では自己票込みで有野が補欠に。大林は欠場。
豪華1,000万円料理早喰い対決。
スポーツ7側は森末、陣内に代わって川田利明が参戦。補欠決めは話し合いの末ジャンケンに持ち込まれた結果、濱口に決定。
スポーツ7の食べた料理の金額をウリナリ7が上回れば勝利。しかし、金額を超えることは出来ず、解散総選挙が決定した。

## 備考
- このコーナーがウリナリの旧男性レギュラー陣の最後のコーナーとなった。